# Louis Comfort Tiffany
Louis Comfort Tiffany (Nova York, 18 de febrer de 1848 - 17 de gener de 1933) va ser un artista i dissenyador nord-americà molt conegut pels seus treballs en vitrall i és l'artista dels Estats Units que més s'associa amb el moviment Art Nouveau.
Tiffany va ser pintor, decorador d'interiors, dissenyador de finestres i llums en vitrall, mosaics de vidre, vidre bufat, ceràmica, joieria i treballs en metall.

## Biografia
Louis era fill de Charles Lewis Tiffany (fundador de Tiffany & Co.) i Olivia Avery Young. Louis es va casar amb Mary Woodbridge Goddard el 15 de maig de 1872 en Norwich, Connecticut, i van tenir quatre fills: 
- Mary Woodbridge Tiffany (1873 - 1963)
- Charles Louis Tifanny I (1874 - 1874)
- Charles Louis Tiffany II (1878 - 1947)
- Hilda Goddart Tiffany (1879 - 1908)

Després de la mort de la seva esposa, es va tornar a casar amb Louise Wakeman Knox el 9 de novembre de 1886 i van tenir quatre fills: 
- Louis Comfort Tiffany II (1887 - 1974)
- Julia DeForest (1887 - 1973)
- Annie Olivia Tiffany (1888 - 1892)
- Dorothy Trimble Tiffany (1891 - 1979)

Louis va morir el 17 de gener de 1933 i va ser sepultat en el Cementiri Greenwood de Brooklyn, Nova York.

## Carrera
Louis va assistir a l'Acadèmia Militar Eagleswood, en Perth Amboy, Nova Jersei. El seu primer entrenament artístic va anar com pintor, estudiant amb George Inness i Samuel Coleman en la ciutat de Nova York i amb Lleó Bailly en París.
Edward Chandler Moore (1827-1891), qui va ser responsable de Tiffany & Co., l'empresa de Charles Lewis Tiffany, va exercir de mentor del jove Louis Comfort perquè seguís en l'activitat artística. Louis va començar a treballar amb Lockwood de Forest (1850-1932), Candace Wheeler (1827-1923) i el pintor Samuel Coleman (1832-1932) formant un grup anomenat Associated Artists, posteriorment Tiffany Glass & Decorating Co. a partir de 1892 i Tiffany Studios des del 1900. El 1902, va començar a col·laborar en l'empresa del seu pare, Tiffany & Co. dedicada exclusivament a joieria. Va registrar el terme favrile el 13 de novembre de 1894, un concepte que va estendre a tota la seva producció de vidres, esmalts i ceràmiques.
Els primers llums produïdes comercialment són aproximadament de l'any 1895. Gran part de la producció de la seva compñía era la realització de vitralls per a finestres i la creació de llums, encara que la seva companyia dissenyava una completa gamma d'objectes de decoració per a interiors. En el seu moment cim, la seva fàbrica va tenir més de 300 artesans.
Tiffany va utilitzar totes les seves habilitats en el disseny de la seva pròpia casa de Oyster Bay, Nova York, Long Island, que posseïa 84 cambres i va ser finalitzada en 1904. Més tard va ser donada a la seva fundació per a estudiantes d'art, juntament amb 243.000 m² de terres, però van ser destruïdes per un incendi en 1957.
Tiffany va mantenir una estreta relació amb la companyia familiar Tiffany Company. Molts dels productes que ell produïa eren venuts allí. Després de la mort del seu pare en 1902 es va convertir en Director Artístic de Tiffany & Co. Tiffany Studios es va mantenir en activitat fins a 1928.

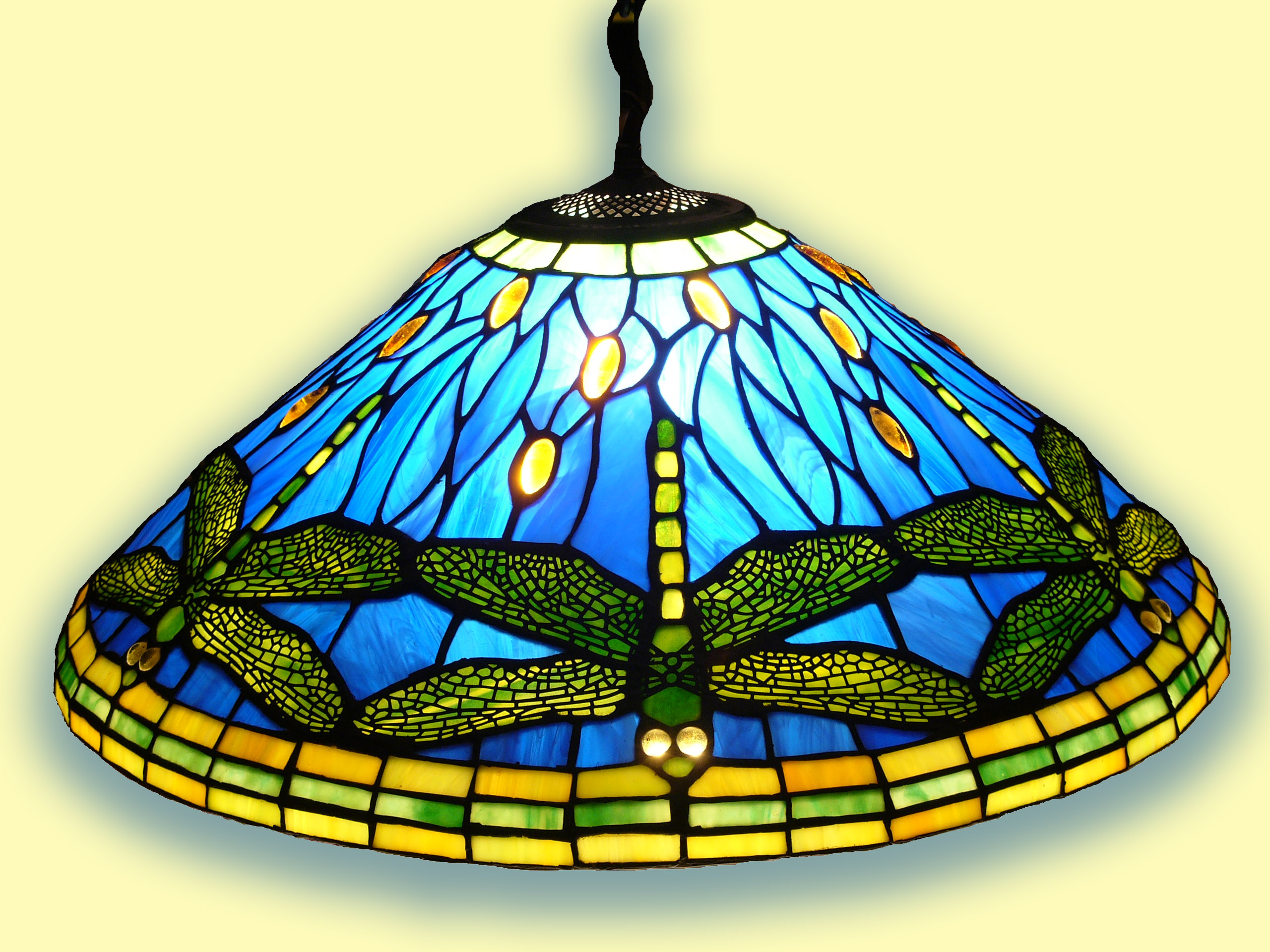
Dragonfly
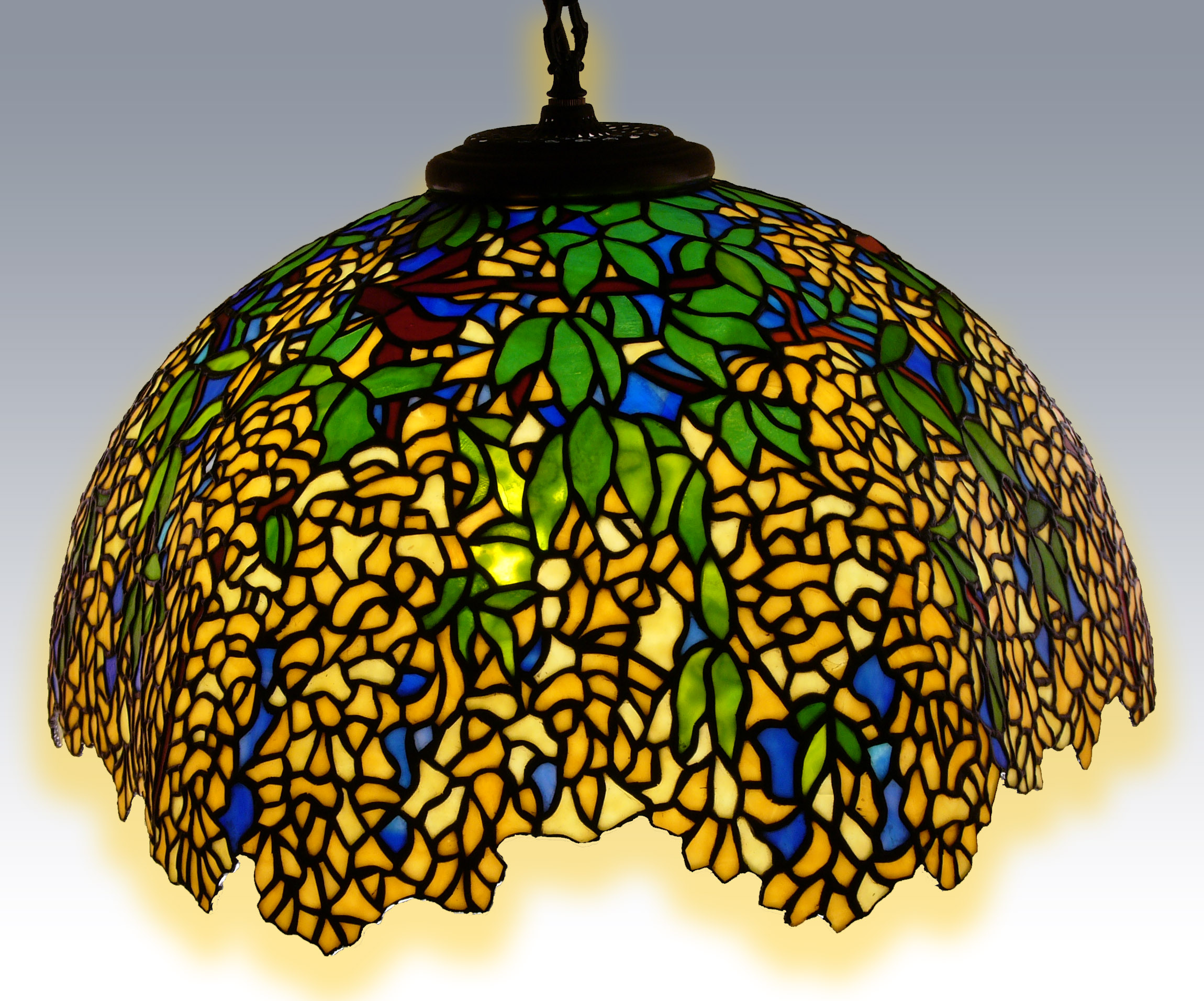
Laburnum
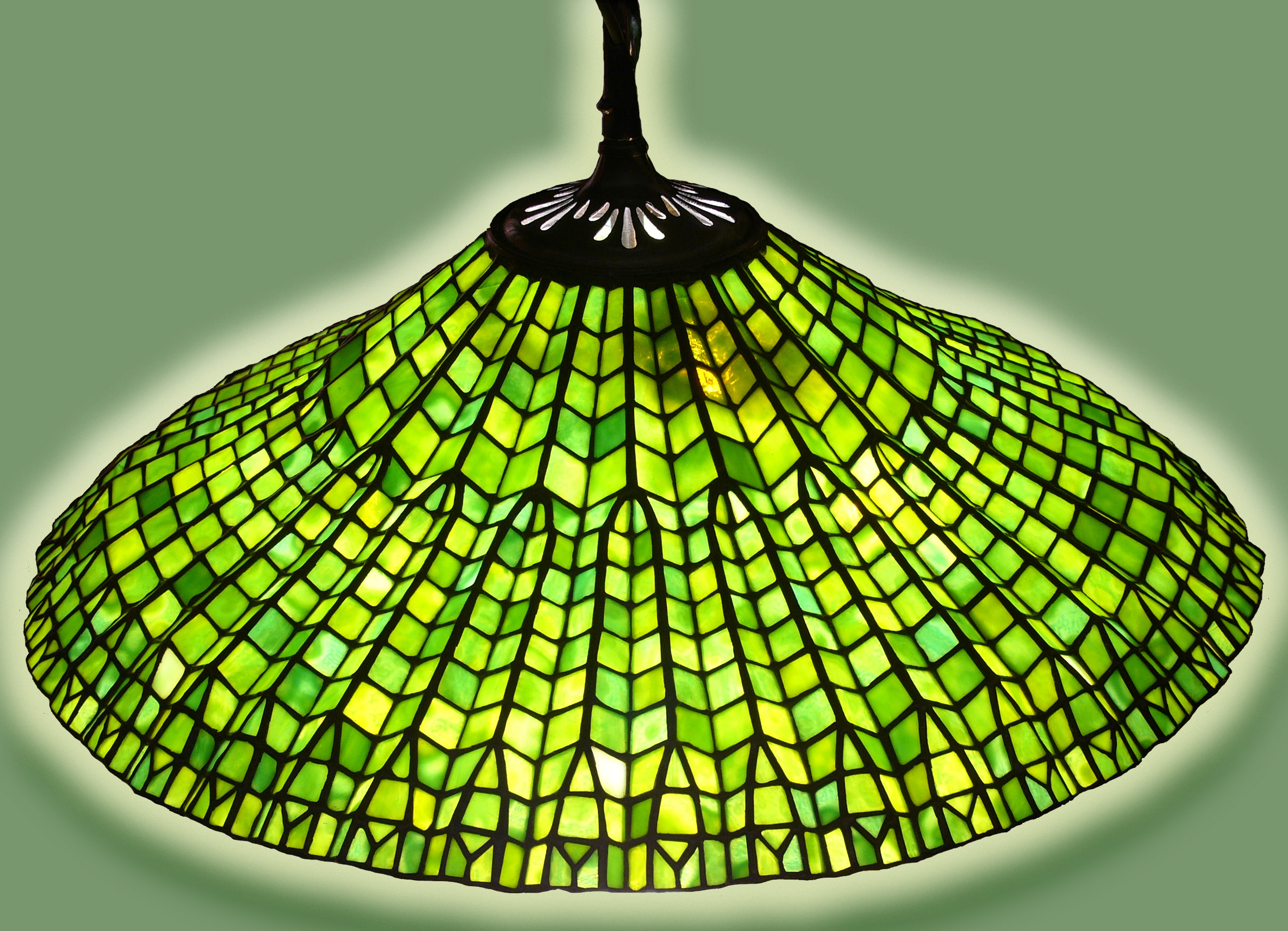
Lotus leaf